# 드로피모

드로피모

드로피모(공동번역), 드로비모(개신교), 트로피모스(가톨릭)/ˈtrɒfɪməs, ˈtroʊ-/ (그리스어: Τρόφιμος, Tróphimos)는 바울로의 세 번째 전도여행때 동행했으며, 예루살렘에서 유대인들이 바울로가 이방인인 드로피모를 성전으로 데리고 들어간줄 알고 봉기를 일으켜 바울로가 투옥될 때 함께 있었던 인물이다 (헤롯의 성전을 보라). 디모테오에게 보내는 편지에서 바울로는 드로피모가 병들어 밀레토스에 두고 왔다고 언급한다. 이는 사도행전에 등장하지 않는 내용이다.

## 배경
드로피모와 디키고는 "Ἀσιανοὶ", 즉 아시아 속주에서 온 사람(행 20:4)이라고 불린다. 사도행전 21장에서는 좀 더 구체적으로 드로피모가 에페소스인이자 헬라인이라고 불린다.

## 사도 바울로와의 관계
드로피모는 행 20:4에 등장하는 바울로의 삼차 전도여행 중에 그리스에서 마케도니아를 지나 아시아로 들어간 후 예루살렘으로 항해해 갈때 함께 한 사람이다. 드로피모는 이 전도여행을 바울과 함께 마치는데, 행 21:29에는 그가 바울로와 함께 예루살렘 시내로 들어갔다고 언급된다.

### 바울로가 구속되는 원인이 되다
그는 바울로가 유대인 무리에 의해 성전 내에서 급습당한 뒤, 체포되어 로마로 압송되는 무고한 원인이 된다. 이렇게 바울로가 잡혀가게 된 이유는 유대인 군중이 바울로가 드로피모와 함께 시내에 있는 것을 보고 "헬라인을 데리고 성전에 들어가서 이 거룩한 곳을 더럽혔다(행 21:28)"고, 즉 이방인이 넘어서는 안되는 이방인과 유대인 사이의 벽(엡 2:14)을 넘어서 이방인을 데리고 왔다고 생각했기 때문이었다.

### 밀레토스에 남겨지다
드로피모는 또한 디모데후서 4장 20절에서 그가 앓고 있어서 밀레토스에 두고왔다고 언급된다. 이는 드로피모가 위의 예루살렘 사건으로부터 몇 년이 지나 바울로가 로마의 일차 투옥에서 석방된 후에도 함께 전도여행을 했다는 것을 보여준다.

## 이름이 나오지 않는 형제
드로피모가 고린도후서 8장 16-24에 이름없이 등장하는 형제와 동일인물이라는 추측도 존재한다. 여기서 바울로는 디도와 함께 보내는 무명의 형제를 굉장히 높이 평가하며 칭찬하고 있다. 고후 8:18를 통해, 디도와 이 무명의 제자가 고린도후서를 운반했음을 추측할 수 있다. 바울로는 이 무명의 형제가 복음으로써 모든 교회에서 칭찬을 받을 뿐 아니라, 여러 교회의 택함을 받아 자신과 동행하는 자라고 소개한다.

## 관련 구절
그와 동행한 사람은 베레아 사람 비로의 아들 소바드로와 데살로니카 사람 아리스다르코와 세군도, 데르베 사람 가이오와 디모테오, 아시아 사람 디키고와 드로피모 등이었다.— 사도행전 20장 4절, 공동번역 개정판

그들은 바울로가 시내에서 에페소 사람 드로피모와 함께 있는 것을 보았으므로 필경 바울로가 그 이방인을 성전에까지 데리고 들어갔으리라고 생각하였던 것이다.— 사도행전 21장 29절, 공동번역 개정판

에라스도는 고린토에 머물러 있고 트로피모는 앓고 있기 때문에 밀레도스에 두고 왔습니다.— 디모데후서 4장 20절, 공동번역 개정판